# Гессенг
Гессенг — село в муніципалітеті Сер-Варанґер у фьолке Фіннмарк (Норвегія). Розташоване приблизно за 5 км на південь від міста Кіркенес. Лежить на перетині європейських трас E105 і E6. На південь від Гессенга лежать інші передмістя Санднес і Бйорневатн. Площа 1,18 км2, населення 1766 осіб (2019), що дає густоту населення 1492 особи на км2.